# 貘犀
貘犀（學名：Hyrachyus），又名犀貘，是一屬已滅絕的奇蹄目。牠們生存於始新世的歐洲、北美洲及亞洲。也有化石發現於牙買加。

## 描述

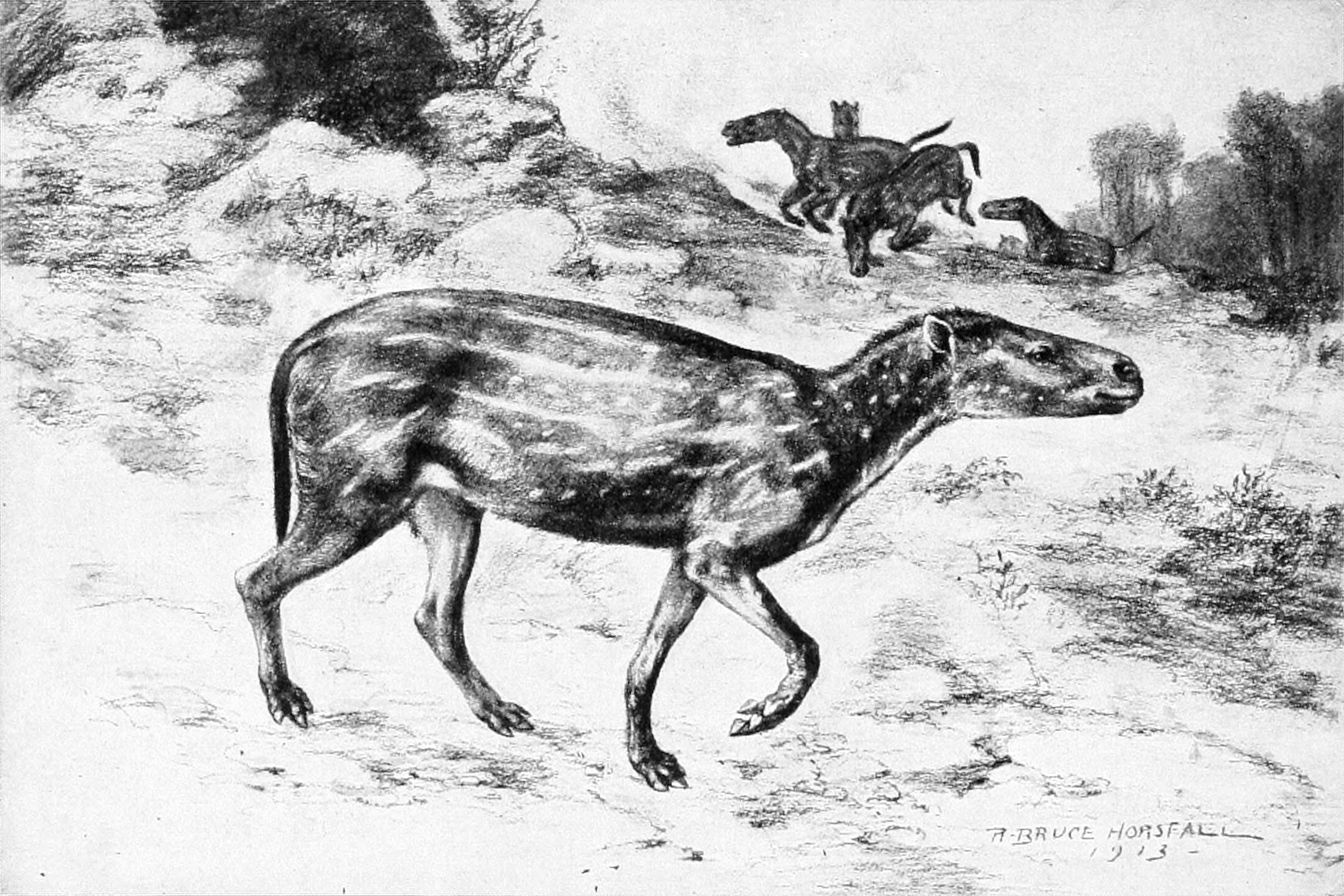
H. eximius 復原圖

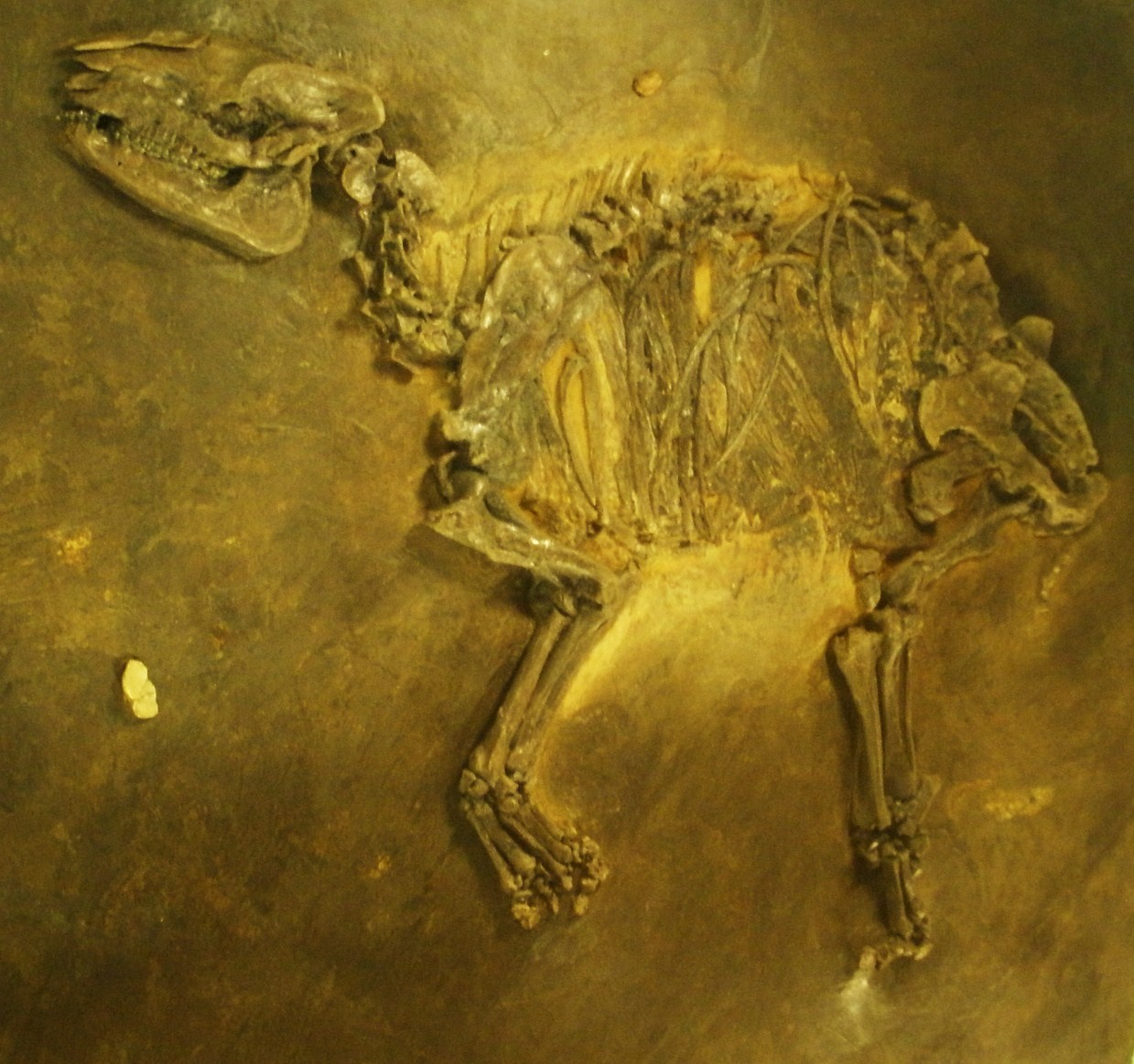
化石

貘犀長1.5米。牠們與古獸馬科有關，估計是貘及犀牛的祖先。牠們的外觀非常像貘，但可能沒有貘的長鼻。牠們的牙齒卻像犀牛，顯示牠們與這兩類動物的關係。